# Kotomitsuki Keiji
Kotomitsuki Keiji  (琴光喜 啓司?), all'anagrafe Tamiya Keiji (in lingua giapponese: 田宮 啓司) (Okazaki, 11 aprile 1976) è un lottatore di sumo giapponese.

## Carriera
Il debutto ufficiale è nel marzo del 1999 nella Makushita, nel novembre dello stesso anno è tra i Juryo e nel maggio del 2000 è nella Makuuchi. A causa di un infortunio il primo torneo effettivo nella divisione maggiore è a novembre e si conclude con un 13-2, una vittoria contro lo Yokozuna Musashimaru (kinboshi) e  tutti e tre i sanshō. Questo ottimo e alquanto raro risultato gli permette la promozione diretta a sekiwake. Ciò nonostante dal torneo successivo inizierà un periodo altalenante di retrocessioni e promozioni come maegashira, komusubi o sekiwake, periodo in cui collezionerà molti premi speciali (sanshō) di cui sei per la Tecnica (gino-shō) uno per la Performance Straordinaria (shukun-Shō) e tre per lo Spirito Combattivo (kanto-Shō), più due kinboshi e un torneo vinto (yūshō), l'unico della sua carriera, ottenuto nel settembre 2001 da maegashira 2.

### Promozione a ōzeki
È attualmente il lottatore con il maggior numero di tornei svolti con il titolo di sekiwake (21) e nel settembre 2007, con la promozione al rango di ōzeki, è diventato il rikishi ad aver ottenuto questo titolo in età più avanzata (31 anni).

### Espulsione
A luglio del 2010 Kotomitsuki, coinvolto assieme ad altri lottatori nello scandalo delle scommesse clandestine sul baseball (gestite dalla yakuza, la mafia giapponese) è stato espulso dal Nihon Sumo Kyokai, l'associazione del sumo professionistico giapponese, decisione contro cui ha fatto ricorso legale ad aprile del 2011, nel tentativo di essere riammesso nel mondo del sumo con il ruolo di ōzeki.

## Tecniche più usate
Tra le kimarite, ovvero tecnica con cui il lottatore vince l'incontro, più frequentemente utilizzate nell'ultimo anno abbiamo yorikiri, uwatenage e oshidashi.